# Monety, Piski
Monety [mɔˈnɛtɨ] (tiếng Đức: Monethen) là một ngôi làng thuộc khu hành chính của Gmina Biała Piska, thuộc huyện Piski, Warmińsko-Mazurskie, ở miền bắc Ba Lan. Nó nằm khoảng 16 kilômét (10 mi) về phía đông bắc của Biała Piska, 30 km (19 mi) về phía đông bắc của Pisz và 113 km (70 mi) về phía đông của thủ đô khu vực Olsztyn.
Trước năm 1945, khu vực này là một phần của Đức (Đông Phổ).
Ngôi làng có dân số 90 người.